# فريدريك كرابي
فريدريك كرابي (بالدنماركية: Frederik Krabbe)‏ هو لاعب كرة قدم دنماركي في مركز الدفاع، ولد في 10 مارس 1988 في Aabyhøj ‏ في الدنمارك. شارك مع منتخب الدنمارك تحت 16 سنة لكرة القدم ومنتخب الدنمارك تحت 17 سنة لكرة القدم ومنتخب الدنمارك تحت 18 سنة لكرة القدم ومنتخب الدنمارك تحت 19 سنة لكرة القدم ومنتخب الدنمارك تحت 20 سنة لكرة القدم ومنتخب الدنمارك تحت 21 سنة لكرة القدم. أما مع النوادي، فقد لعب مع آرهوس جمناستيك فورينينغ وفيدوفري ونادي لينغبي.

## وصلات خارجية
- فريدريك كرابي على موقع قاعدة بيانات كرة القدم.إي يو (الإنجليزية)
- فريدريك كرابي على موقع Soccerway.com (الإنجليزية)